# Reguła Chatham House

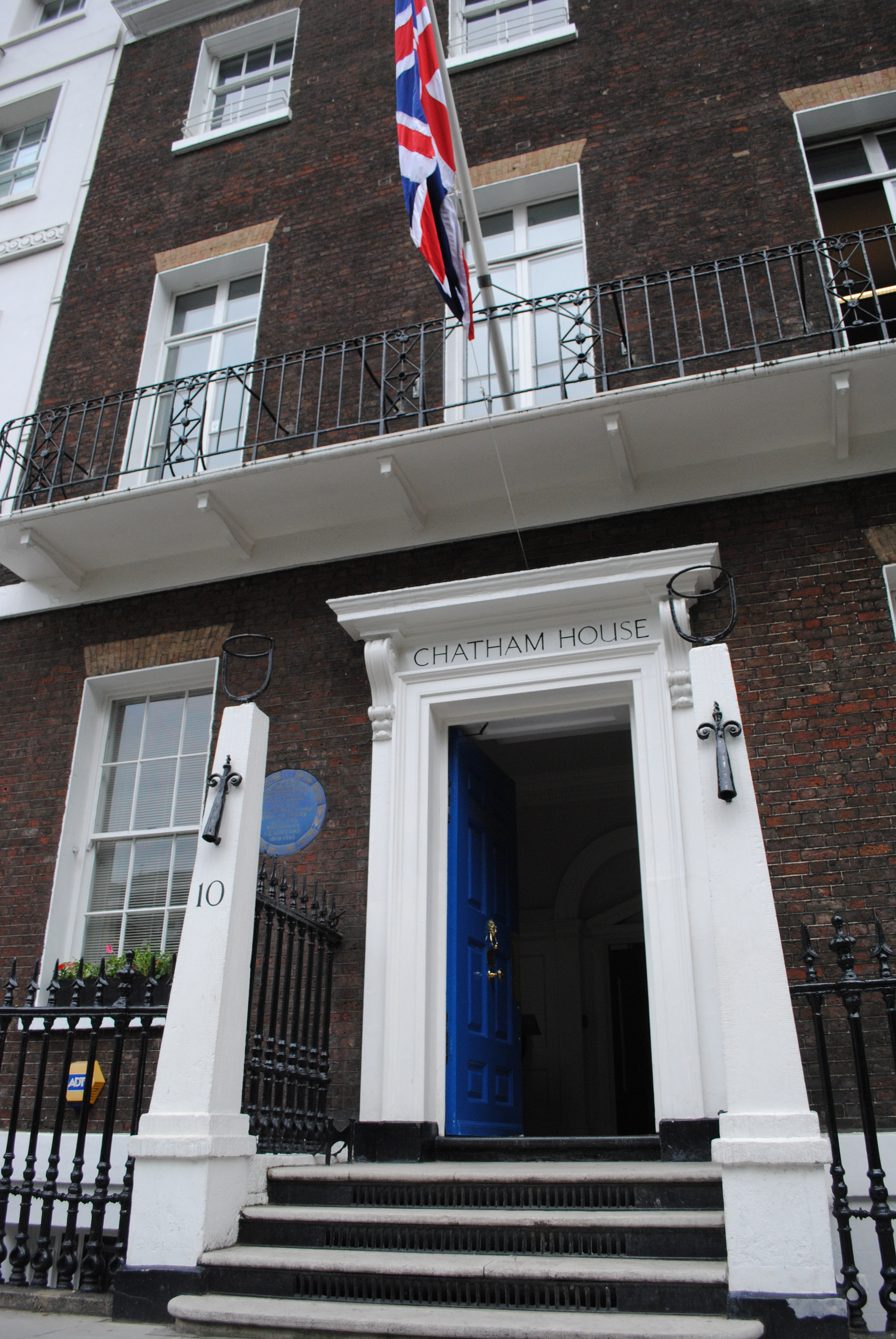
Chatham House

Reguła Chatham House – zasada zezwalająca na upublicznianie informacji uzyskanych podczas niejawnych spotkań i debat (zwykle politycznych lub dyplomatycznych), pod warunkiem nieujawniania tożsamości uczestników zebrania. Nazwa pochodzi od angielskiej instytucji Chatham House, w której obowiązuje ona z pewnymi modyfikacjami od roku 1927.

## Treść reguły
Reguła ta mówi: „Jeżeli spotkanie, lub jego część, jest przeprowadzane według Reguły Chatham House, uczestnicy mają swobodę w używaniu otrzymanych informacji, ale bez możliwości ujawniania danych osobowych oraz afiliacji zarówno mówców, jak i pozostałych uczestników”.

## Cel
Celem tej reguły jest dyskutowanie kontrowersyjnych problemów bez nacisków i bez ryzyka, że opinia publiczna pozna nazwisko lub przynależność organizacyjną osoby, która wygłasza kontrowersyjne opinie. Jednocześnie informacje uzyskane podczas takich debat (w tym i konkluzje z niej wynikające) mogą być bez przeszkód ujawniane opinii publicznej, o ile tylko nie ujawni się danych osobowych mówców i uczestników.